# Уоттерсон, Билл
Уильям Бойд «Билл» Уоттерсон (род. 5 июля 1958, Вашингтон, округ Колумбия, США) — американский художник комиксов, создатель газетного комикса «Кельвин и Хоббс», выходившего с 1985 по 1995 год.

## Биография
Родился в семье патентного поверенного. В 1965 году его семья переехала в Чагрин-Фолс, Огайо. С детства интересовался комиксами, свой первый комикс нарисовал в возрасте восьми лет. С 1976 по 1980 год учился в Кеньонском колледже, который окончил со степенью бакалавра искусств в области политологии, в период обучения активно рисуя комиксы для стенгазет колледжа. После завершения обучения некоторое время работал политическим обозревателем в газете Cincinnati Post и затем в рекламном агентстве, однако затем принял решение связать свою жизнь с рисованием комиксов. Первый выпуск его комикса «Кальвин и Хоббс» был выпущен 18 ноября 1985 года. Он пользовался огромной популярностью, но спустя десять лет его выпуск был прекращён по инициативе создателя, так как, по словам Уоттерсона, он в нём «достиг всего, чего мог». Уоттерсон также известен как активный сторонник авторских прав и тем, что категорически запрещал и запрещает выпускать какую-либо сопутствующую продукцию, связанную с его комиксами.